# 清水盛明
清水 盛明（しみず もりあき / もりあきら、1896年〈明治29年〉8月24日 - 1979年〈昭和54年〉4月3日）は、日本の陸軍軍人。最終階級は陸軍中将。

## 経歴
愛知県出身。久留米で陸軍少佐・清水盛次の長男として生まれる。広島高等師範学校附属中学校（現広島大学附属中学校・高等学校）、広島陸軍地方幼年学校、中央幼年学校を経て、1917年（大正6年）5月、陸軍士官学校（29期）を卒業。同年12月、砲兵少尉に任官し野砲兵第14連隊付となる。1920年（大正9年）11月、陸軍砲工学校高等科（26期）を卒業。1925年（大正14年）11月、陸軍大学校（37期）を卒業した。
1926年（大正15年）3月、砲兵大尉に昇進し野砲兵第3連隊中隊長に就任。同12月、参謀本部付勤務となり、参謀本部員、国際連盟随員を務め、1932年（昭和7年）8月、砲兵少佐に進級。1933年（昭和8年）2月、山砲兵第11連隊大隊長に就任。1934年（昭和9年）3月、陸軍兵器本廠付（新聞班）となり、1936年（昭和11年）8月、砲兵中佐に進んだ。1937年（昭和12年）9月、内閣情報官に転じ、1938年（昭和13年）7月、砲兵大佐に昇進した。
1938年12月、陸軍省情報部長に就任。1939年（昭和14年）12月、イタリア大使館付武官に発令された。1942年（昭和17年）8月、陸軍少将に、1945年（昭和20年）4月、陸軍中将に進んだ。同年12月に帰国した。1947年（昭和22年）11月28日、公職追放仮指定を受けた。
その後、サンマリノ共和国名誉総領事を務めた。墓所は多磨霊園(5-1-25)